# 尹昶重

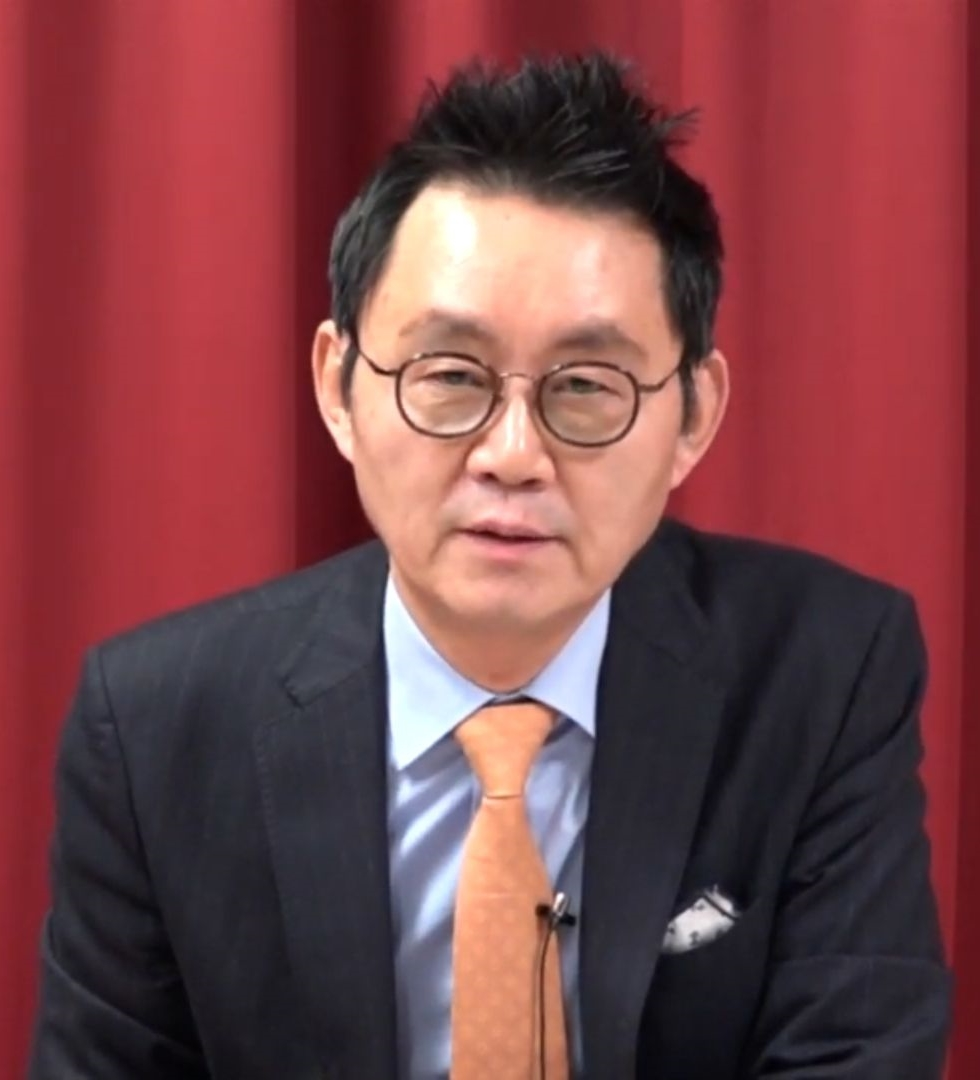
尹昶重

尹昶重（윤창중，Yoon Chang-jung，1956年—），韓國青瓦台前發言人。於2013年5月跟隨韓國總統朴槿惠官式訪問美國華盛頓，擔任總統秘書室發言人。
尹昶重曾經擔任《文化日報》評論員。於2012年12月成為總統職務交接委員會發言人，之後兼任青瓦台發言人，歷任136天，因為性騷擾事件而被撤職。

## 學歷
- 1975年 - 京東高等學校
- 1982年 - 高麗大學 化學科學士
- 2002年 - 高麗大學 國際關係學政治學
- 2003年 - 中央大學